# Giffoni Sei Casali
Giffoni Sei Casali község (comune) Olaszország Campania régiójában, Salerno megyében.

## Fekvése
A település a Picentini-hegység lábainál fekszik, a megye északnyugati részén. Határai: Calvanico, Castiglione del Genovesi, Fisciano, Giffoni Valle Piana és San Cipriano Picentino.

## Története
A települést valószínűleg az ókori Picentia lakosai alapították, akiket a rómaiak elűztek saját területükről. Erre utalnak egy korabeli Juno tiszteletére épült-templom romjai. Neve először a longobárd időkben tűnt fel, ekkor a Salernói Hercegséghez tartozott. A következő században nemesi birtok volt. Önálló községgé a 19. század elején vált, amikor a Nápolyi Királyságban felszámolták a feudalizmust.

## Népessége
A népesség számának alakulása:

## Főbb látnivalói
- Sant’Antonio-templom